# Брюс Вільгельм
Додав: Категорія:Важкоатлети США
Брюс Вільгельм (англ. Bruce Wilhelm, нар. 13 липня 1945) — американський стронгмен, дворазовий переможець змагання Найсильніша людина світу у 1977 та 1978 роках. Окрім цього Вільгельм є автором численних статей та книг, присвячених важкій атлетиці. Певний час був членом виконавчої ради Олімпійського комітету Сполучених Штатів. Окрім цього входив до Консультативної спортивної ради (протягом 8-и років), Комітету зловживання сторонніми речовинами у спорті, Комітету спортивної медицини та Комітету з улаштування ігор.

## Життєпис
Під час навчання у середній школі міста Фрімонт займався біговими видами легкої атлетики, а у 1963-у році став чемпіоном штату Каліфорнія зі штовхання ядра та друге місце у змаганнях з метання диска. Окрім того він виграв національне змагання зі штовхання ядра «Golden West Invitational». Свою спортивну кар'єру продовжив в Стенфордському університеті, де він займався штовханням ядра, метанням диска та вільною боротьбою. У 1965-у році став чемпіоном Тихоокеанської конференції з вільної боротьби у суперважкій вазі і закінчив сезон з 21 перемогою в активі. У 1966-у році посів 4-те місце у змаганнях з греко-римської боротьби під егідою Аматорського атлетичного союзу. Через рік Вільгельм перейшов в університет штату Оклагома, де на додаток до штовхання ядра був членом університетський команди з вільної боротьби.
У 1967 і 1969-1973 роках входив до десятки лідерів США зі штовхання ядра.

### Важка атлетика
Пізніше Вільгельм Став важкоатлетом і в одна 1975 і 1976-х роках був чемпіоном США з важкої атлетики в суперважкій вазі за версією Аматорського атлетичного союзу. Згодом завоював срібну медаль на Панамериканських іграх 1975-о року в Мехіко у ваговій категорії понад 110 кг і посів п'яте місце на Олімпійських іграх 1976 в Монреалі, Квебек, Канада.

### Стронґмен
Свій перший турнір за звання Найсильнішої людини світу виграв у 1977-у році, а через рік успішно повторив своє досягнення.